# جون فووت
جون فووت (بالإنجليزية: John Foot)‏ هو مؤرخ بريطاني، ولد في 8 نوفمبر 1964 في لندن في المملكة المتحدة.